# Норберто Менендес
Норберто Менендес (ісп. Norberto Menéndez, 14 грудня 1936, Буенос-Айрес — 26 травня 1994, Буенос-Айрес) — аргентинський футболіст, що грав на позиції нападника.
Виступав, зокрема, за клуби «Рівер Плейт» та «Бока Хуніорс», з якими став шестиразовим чемпіоном Аргентини, а також національну збірну Аргентини, у складі якої був учасником чемпіонату світу.

## Клубна кар'єра
У дорослому футболі дебютував 1954 року виступами за команду «Рівер Плейт», в якій провів сім сезонів, взявши участь у 124 матчах чемпіонату. Більшість часу, проведеного у складі «Рівер Плейта», був основним гравцем атакувальної ланки команди. і одним з головних бомбардирів команди, маючи середню результативність на рівні 0,46 гола за гру першості. За цей час тричі поспіль виборов титул чемпіона Аргентини у 1955 , 1956 та 1957 роках.

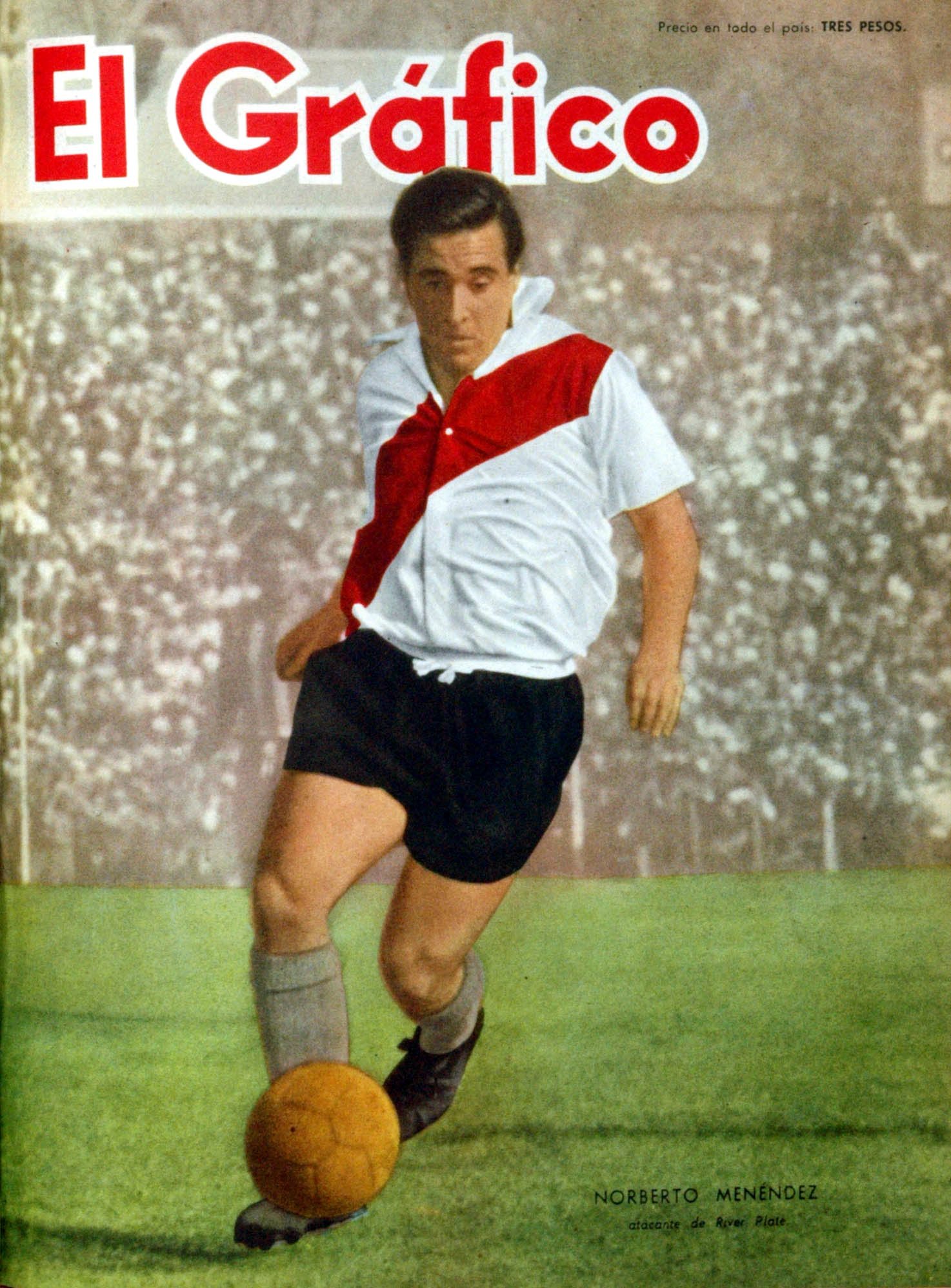
Норберто Менендес під час виступів за «Рівер Плейт». 1957 рік.

Протягом 1961 року захищав кольори клубу «Уракан», після чого приєднався до клубу «Бока Хуніорс», головного суперника свого колишнього клубу «Рівер Плейт». Відіграв за нову команду наступні шість сезонів своєї ігрової кар'єри. За цей час додав до переліку своїх трофеїв ще три титули чемпіона Аргентини — у 1962 , 1964 та 1965 роках.
Це дозволило йому тричі брати участь у Кубку Лібертадорес, головному клубному континентальному турнірі. Він дійшов до фіналу Кубка у 1963 року, де його команда поступилася бразильському «Сантосу», в якому грав легендарний Пеле. На турнірі року Менендес дійшов до півфіналу з «Бокою», де його команда поступилася майбутнім переможцям турніру — «Індепендьєнте» (Авельянеда). Менендес також дійшов до півфіналу Кубка Лібертадорес 1966 року з «Бока Хуніорс».
Менендес покинув «Боку» 22 жовтня 1967 року і наступний сезон 1968 року провів у «Колоні», після чого відправився до Уругваю, де грав за місцеві клуби «Серро» та «Дефенсор Спортінг», де і завершив ігрову кар'єру у 1971 році.

## Виступи за збірну
1957 року дебютував в офіційних матчах у складі національної збірної Аргентини.
Наступного року у складі збірної був учасником чемпіонату світу 1958 року у Швеції. У кваліфікації до турніру він забив три з десяти голів Аргентини, ставши при цьому автором історичного першого голу національної збірної Аргентини у кваліфікаційному раунді до чемпіонату світу, забивши 13 жовтня 1957 року у матчі проти Чилі (2:0), до цього аргентинці вже двічі брали участь у фінальній стадії «мундіалю», але у кваліфікаціях не грали. На турнірі він зіграв у всіх трьох іграх своєї команди і у другій грі групового етапу проти Північної Ірландії (3:1) на 55-й хвилині гри забив гол. Тим не менш це була єдина перемога аргентинців на тому турнірі і вони не вийшли з групи.
Всього протягом кар'єри у національній команді, яка тривала 4 роки, провів у її формі 14 матчів, забивши 4 голи.
Помер 26 травня 1994 року на 58-му році життя у місті Буенос-Айрес.

## Титули і досягнення
- Чемпіон Аргентини (6):

«Рівер Плейт»: 1955, 1956, 1957
«Бока Хуніорс»: 1962, 1964, 1965,
- Переможець Панамериканських ігор: 1955